# Alexander Tropnikow
Alexander Anatoljewitsch Tropnikow (russisch Александр Анатольевич Тропников; * 1. August 1965 in Tscherepanowo, Oblast Nowosibirsk, Russische SFSR, Sowjetunion) ist ein ehemaliger sowjetischer, russischer und kirgisischer Biathlet. Er nahm zweimal an Olympischen Spielen teil.

## Leben
Alexander Tropnikow startete in seiner aktiven Karriere zunächst für die Sowjetunion, dann für die Gemeinschaft Unabhängiger Staaten und Russland und später für Kirgisien. Bei den Nationalen Meisterschaften der UdSSR trat er 1985 mit Platz zwei in der Staffel erstmals in Erscheinung. 1987 wiederholte er diesen Erfolg und stand 1989 das einzige Mal ganz oben auf dem Siegerpodest. Seinen größten internationalen Erfolg feierte Tropnikow für die GUS startend bei den Biathlon-Weltmeisterschaften 1992 in seiner Heimat Nowosibirsk. Mit Jauhen Redskin, Anatoli Schdanowitsch und Alexander Popow gewann er im Mannschaftswettkampf die Goldmedaille. 1994 gab er bei einem Einzel in Antholz als 43. sein Debüt im Biathlon-Weltcup für Kirgisistan. Bei sechs Starts in der Saison 1993/94 erreichte er keine Punkte und wurde erst zu Beginn der Saison 1997/98 erneut eingesetzt. Beim Sprint in Lillehammer erreichte er als 25. seine beste Platzierung und gewann seinen einzigen Weltcuppunkt. Seine ersten Olympischen Winterspiele lief er 1998 in Nagano. Im Sprint wurde Tropnikow 65., im Einzel erreichte er einen guten 36. Platz. Nach nur noch zwei Weltcup-Starts im Jahr 2000 in Chanty-Mansijsk folgten 2002 in Soldier Hollow ein zweites Mal zwei Rennen im Rahmen der Olympischen Spiele. Im Einzel wurde er dort 73., 77. im Sprint. Nach den Spielen beendete er seine Karriere. 
Er wurde Sportjournalist und arbeitete als Redakteur bei einer Zeitung in Nowosibirsk (Информагенства «Новосибирск»), als solcher ist er Mitglied der Journalistenunion Russlands. Später wurde er Direktor des Sportkomplexes „Energie“ in seiner Heimatstadt Tscherepanowo.

## Biathlon-Weltcup-Platzierungen
Die Tabelle zeigt alle Platzierungen (je nach Austragungsjahr einschließlich Olympische Spiele und Weltmeisterschaften).
- 1.–3. Platz: Anzahl der Podiumsplatzierungen
- Top 10: Anzahl der Platzierungen unter den ersten zehn (einschließlich Podium)
- Punkteränge: Anzahl der Platzierungen innerhalb der Punkteränge (einschließlich Podium und Top 10)
- Starts: Anzahl gelaufener Rennen in der jeweiligen Disziplin

| Platzierung | Einzel | Sprint | Verfolgung | Massenstart | Staffel | Gesamt |
| ----------- | ------ | ------ | ---------- | ----------- | ------- | ------ |
| 1. Platz    |        |        |            |             |         |        |
| 2. Platz    |        |        |            |             |         |        |
| 3. Platz    |        |        |            |             |         |        |
| Top 10      |        |        |            |             |         |        |
| Punkteränge |        | 1      |            |             |         | 1      |
| Starts      | 6      | 9      | 2          |             |         | 17     |